# ドゥラス

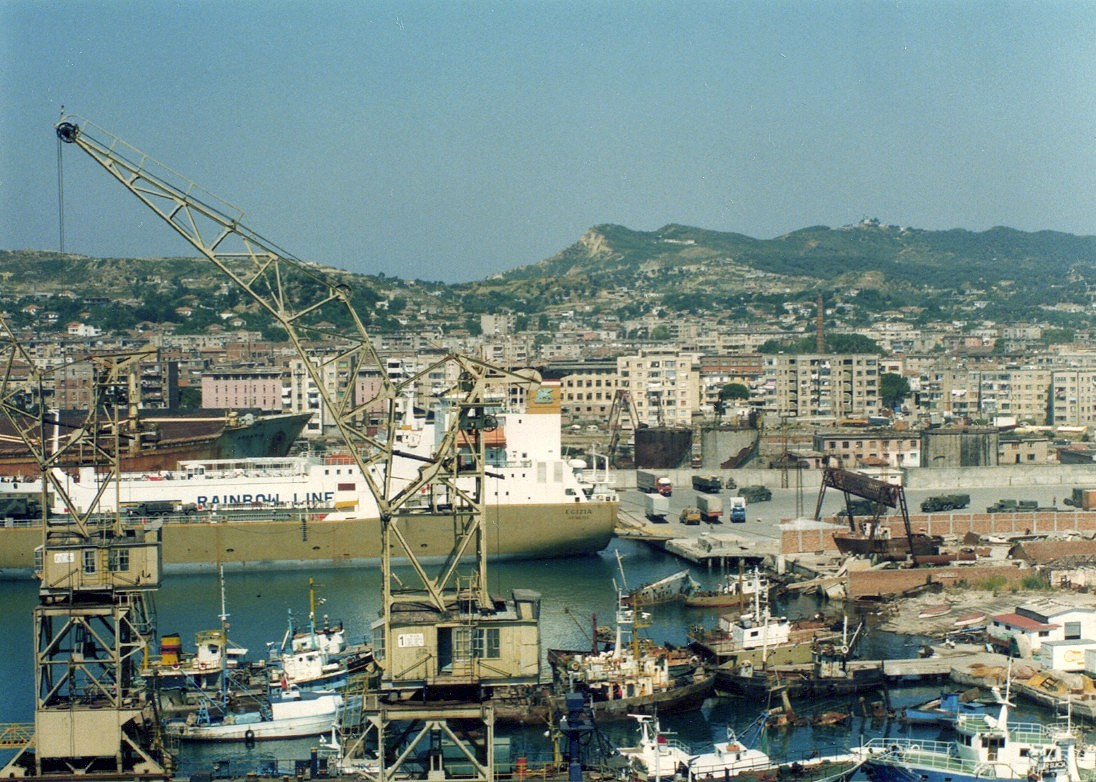
港の風景

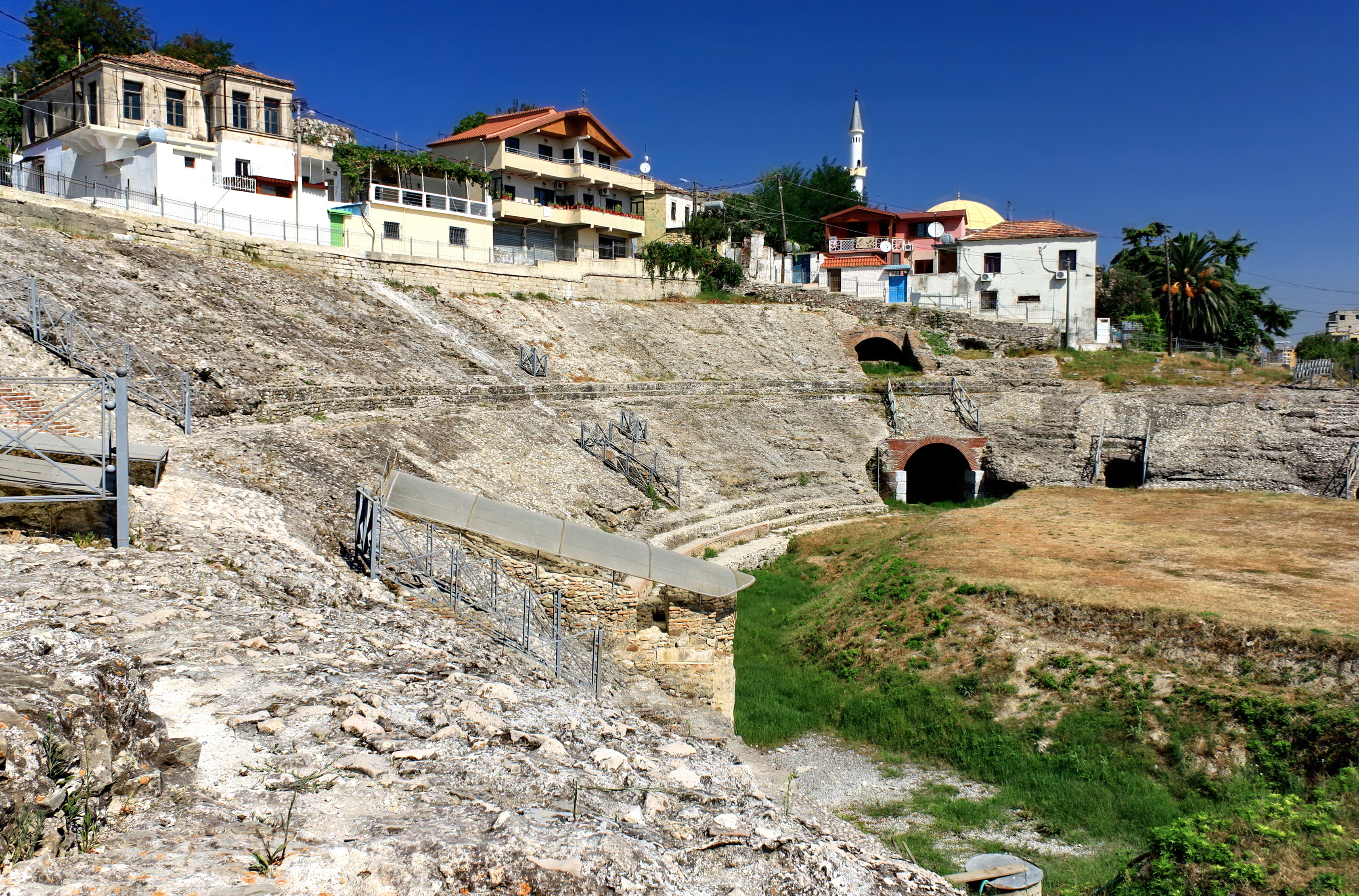
ローマの古代遺跡

ドゥラス（アルバニア語: Durrës [ˈdurəs]（不定形）、Durrësi（定形） ドゥルスィ、イタリア語: Durazzo ドゥラッツォ）は、アルバニア第2の都市。ドゥラス州の州都、ドゥラス県の県都。

## 概要
アドリア海に面するアルバニア屈指の港湾都市。イタリア、ギリシャ、モンテネグロなどとの交易が行われる。鉄道路線を通じて内陸とも結ばれており、工業製品などの集散地としての役割を果たしている。近隣の都市として約36キロメートル東のティラナ（首都）、35キロメートル北東のクルヤなどが挙げられる。

## 歴史
市は、紀元前627年コリントスとケルキラ出身の古代ギリシャ人によってエピダムノス（Epidamnos）として建設された。周囲には岩でできた天然港があり、内陸は湿地で海側は高い崖であるという地理条件が有利であった。陸海両方から、敵が攻め落とすのが難しい都市となるからである。エピダムノスは政治的に進んだ社会となったことが知られ、古代の哲学者アリストテレスはその政治システムを讃え鼓舞していた。しかし、コリントスとケルキラがエピダムノスを巡って不和となり、ケルキラがアテナイに援軍を要請して迎え撃ったことから、紀元前431年にペロポネソス戦争勃発に荷担した。 

### ローマとビザンティン
エピダムノスはイリュリア王グラウキアスにより紀元前312年に占領された。紀元前230年頃にイリュリア一帯の支配権を握ったテウタもエピダムノス一帯も支配し、周辺の海域で海賊行為を働いたことから、共和政ローマと間でイリュリア戦争が勃発することとなる。2次に渡るイリュリア戦争でローマが完勝したことから、エピダムノスはローマの支配下に入ることとなった。ローマ人はディラキウム（Dyrrachium、デュッラキウム、ドゥラキウムとも。ギリシャ語でΔυρράχιον / Dyrrhachion。以下、ローマ期はデュッラキウムと記載。）と改名した。彼らはエピダムノスという名は不吉だとみなしたのである（ラテン語で失うことや損害を意味するdamnumと音が似ていた）。デュッラキウムの意味は、ギリシャ語では『悪い背骨』か『難しい尾根』となるが、真相は不明である。市近くの崖がせり出すさまを暗示していたようである。その後、デュッラキウムはビザンティウム（後のコンスタンティノープル、現在のイスタンブール）まで続くエグナティア街道の西側の起点となり、ローマの主要軍事・海軍基地として発展することになった。
紀元前49年からのローマ内戦では、デュッラキウム近郊で重要な戦闘が行われた。グナエウス・ポンペイウスら元老院派の兵站基地であったドゥラキウムをガイウス・ユリウス・カエサルを中心とするカエサル派が包囲したものの、ポンペイウスの巧みな用兵によってカエサル軍は一敗地に塗れることとなった。（デュッラキウムの戦い）
ローマ支配の元でデュッラキウムは繁栄した。市はテッサロニキとコンスタンティノープルとを結ぶ、イグナティア街道の西の終わりとなった。別のより小さな道は南の都市ブスロトゥム（Buthrotum、現在のブトリント）へ向けて伸びていた。ローマ皇帝アウグストゥスは、アクティウムの海戦にともない自分のローマ軍団の古参兵のためにデュッラキウムを自由都市とした。 
紀元4世紀、デュッラキウムはローマ属州エピルス・ノヴァ（en:Epirus Nova）の首都となった。430年頃、のちの皇帝アナスタシウス1世がここで生まれている。この世紀の終わり頃、デュッラキウムは激しい地震に襲われ、市の防御を破壊された。アナスタシウス1世は市壁を再建し強化して、バルカン半島西部で最も強力な要塞につくりかえた。12mあるという高い壁は厚く、東ローマの歴史家アンナ・コムネナによれば、壁の厚さは4人の騎兵たちが並んで馬に乗ったくらいのものだったという。顕著な古代都市の防御部分は、数世紀に渡って数を減らしてはいるものの、今も残っている。 
バルカン半島の残りと同様、ディラキウムと周囲のディラキエンシス・プロヴィンシアエは、民族移動時代に異民族の相当な侵入を受けた。481年には東ゴート王国の王テオドリックに市を包囲され、その後数百年間ブルガリア人の頻繁な攻撃を防いだ。ローマ帝国が衰退すると、市は東ローマ帝国のものになり、引き続き重要港であり続け、帝国と西欧とを結ぶ主要な地であった。

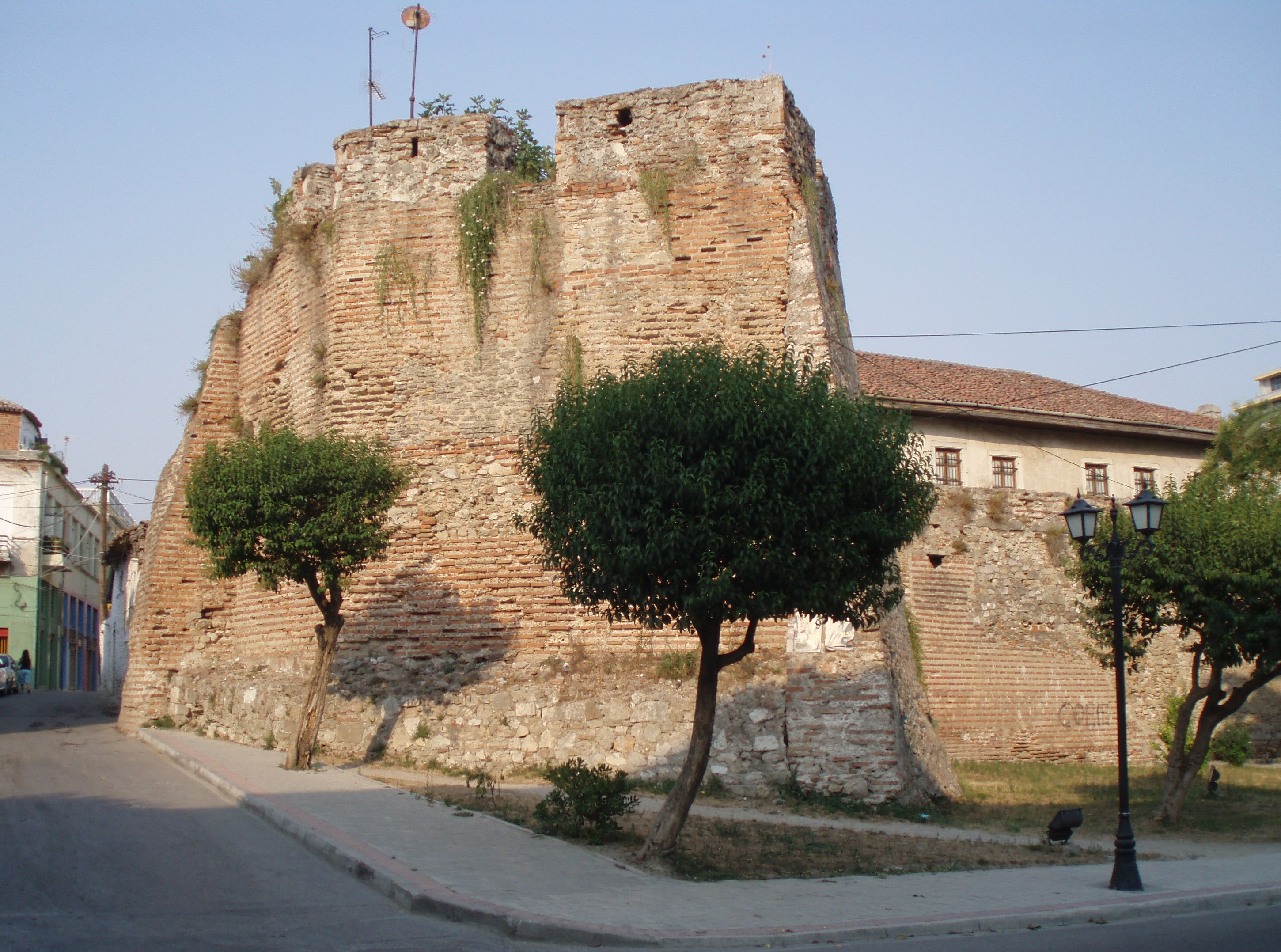
かつての市壁

### 中世
10世紀初頭、シメオン大帝支配下の第一次ブルガリア帝国がディラキウムを陥落させ、今日のアルバニア領のほとんど全てを掌握した。しかし、ペタル1世に代が変わると東ローマ側が10世紀半ばに再度征服した。10世紀終わり間際にはブルガリア人支配の新たな局面を迎え、サムイル帝がディラキウムを征服し、1018年まで支配下に置いた。ディラキウム（ブルガリア語でДрач / Drach）は、東ローマ帝国がブルガリアを服従させる際の最後のブルガリア要塞の一つにされたのだった。
ディラキウムは、1082年に東ローマ皇帝アレクシオス1世コムネノスの手から失われた。彼はノルマン人（ロベール・ギスカールと息子のボエモン1世）に打ち負かされたのである（デュッラキウムの戦い (1081年)）。東ローマは、ボエモンが1107年に敗退すると再びディラキウムを取り戻すが、1185年にシチリア王国ノルマン朝のグリエルモ2世が占領した。1202年、第四次十字軍の最中には、市はヴェネツィア共和国の支配下へ移された。シチリア王マンフレーディが短期間治めた後、1268年にはアンジュー家のシチリア王シャルル（イタリア名カルロ1世ダンジョ）の手に渡った。 
5年後の1273年頃、ディラキウムは大地震に見舞われたがすぐに復興し、カルロ1世ダンジョの孫ジョヴァンニ・ディ・グラヴィーナが治める独立した公国となった。後にジョヴァンニの同族でラテン帝国皇帝を僭称していたターラント公フィリッポ1世・ダンジョの支配を受けた。1333年、市はフランク系のアカイア公国に併合されるが、領土を拡大してきたセルビア王国の王ステファン・ウロシュ4世ドゥシャンに1336年に占領された。ウロシュが1355年に死ぬと、市はアルバニア貴族トピアス家（Thopias）に支配されるようになった。
1392年にヴェネツィア共和国が市を掌握し、アルバニア・ヴェネタ（現在のモンテネグロ沿岸から北部アルバニア沿岸部を指す）の一部であるドゥラッツォとして知られるようになった。1466年、オスマン帝国のスルタン、メフメト2世軍に包囲され、これを防ぐものの、1501年に陥落した。 
ドゥラスは、早くに完全にキリスト教化されていた。58年頃、市には司教座が置かれ、449年には大司教座に昇格していた。現在は、正教会の府主教座が置かれている。トルコ支配下では、住民の多くがイスラム教に改宗し、多くのモスクが建てられた。市名はドゥラチ（Dıraç）に改名し、オスマン帝国下で繁栄せず、その重要性もひどく衰退した。19世紀半ばには、人口はわずか200世帯1,000人となっていたと言われる。20世紀初頭に外国の訪問団によってその低迷ぶりが記された。『壁は破損してボロボロである。平坦な木が古い東ローマ時代のシタデルの巨大な廃墟の上に生えている。かつて等しく広く便利で安全だった港は、徐々に沈泥で埋まってきている。』

### 20世紀

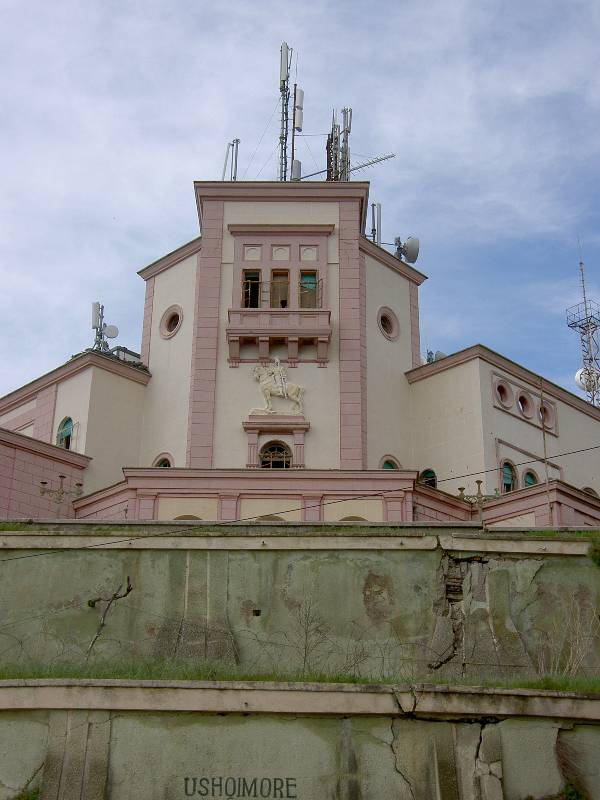
ドゥラスにあるゾグー1世のかつての邸宅

ドゥラスは、1878年-1881年、1910年-1912年の二度、アルバニア国民自由運動の活発な都市であった。初代アルバニア首相イスマイル・チェマリ（en:Ismail Qemali）は、1912年11月26日にアルバニア国旗を掲揚した。しかし、第一次バルカン戦争勃発の三日後にセルビア人勢力によってドゥラスは占領された。1913年3月7日、初代アルバニア公ヴィルヘルム・ツー・ヴィートのもとで、ドゥラスは独立国家アルバニア最初の首都となった。1914年に、ここに一時政府が置かれた。
第一次世界大戦中の1915年、ドゥラスはイタリア王国に占領され、1916年から1918年まではオーストリア＝ハンガリー帝国に占領されていた。1918年10月、連合国によってドゥラスは陥落させられた。アルバニアの宗主権が復帰すると、1918年から1920年3月まで、ドゥラスは国の首都であった。イタリアからの投資で経済ブームを経験し、1927年にアルバニア王ゾグー1世によって港が現代的に再建されると主要海港に成長した。 
1926年の地震で市の一部が損害を受け、再建された結果さらに現代的な様相を得た。第二次世界大戦では、ドゥラスとアルバニア全土は1939年から1943年までイタリア王国に併合された（この時、市名はドゥラッツォと呼ばれた）。イタリア撤退後、ナチス・ドイツが侵攻し1944年まで支配した。ドゥラスの海港としての戦略上の価値は、枢軸国・連合国どちらからも軍事的標的とされた。最初にイタリアが1939年4月7日に上陸した場所は、イタリアが不運なギリシャ侵攻のため乗り出した場所でもあった。市は戦時中、連合国側の激しい空爆で損害を受け、港湾設備は1944年に退却するドイツ軍によって爆破された。
エンヴェル・ホッジャの共産主義体制下で、市は急速に再建が進み、一帯に多種の重工業施設がつくられ、港が拡張された。1947年、アルバニア初の鉄道の終点となった。
1990年に共産主義体制が崩壊すると、ドゥラスはアルバニアから出国しようとする移民が多数集中する場所となった港では船がシージャックされ、銃を突きつけられてイタリアへ出航した。1991年8月の一ヶ月だけで、20,000人もの人々がこのやり方でイタリアへ出国していった。イタリアは軍事的に干渉し、港湾地帯をその支配下に置き、ドゥラスは欧州共同体の食料援助企画『ペリカン作戦』の中心地となった。
1997年、アルバニアは無限連鎖講の崩壊にともなう無政府状態に陥り、国家経済が破綻した。イタリア主導の和平勢力がドゥラスとその他のアルバニア都市を復興のため、議論の余地のある軍配備を行った。アルバ作戦の真の目的は、イタリア移住へのルートとしてアルバニアの港を使い続ける経済難民を排除するためであるという、暗示が広められたにもかかわらずである。
1999年のコソボ紛争の間、ドゥラスはコソボ難民110,000人の一部を受け入れた。アルバニアにある人道支援団体による人道支援施設の多くが運営されていたからである。

### 21世紀
2019年9月21日、マグニチュード5.6の地震が発生。首都ティラナでは49人が負傷した。

## 気候
ドゥラスは一般的に地中海性気候である。1月の平均最低気温は5℃で、7月から8月の平均最高気温は28℃である。乾季は6月、7月、8月で、平均降雨量は1mm未満、残りの月平均降雨量は2mm以上ある。
| ドゥラスの気候         | ドゥラスの気候 | ドゥラスの気候 | ドゥラスの気候 | ドゥラスの気候 | ドゥラスの気候 | ドゥラスの気候 | ドゥラスの気候 | ドゥラスの気候 | ドゥラスの気候 | ドゥラスの気候 | ドゥラスの気候 | ドゥラスの気候 | ドゥラスの気候 |
| 月                     | 1月            | 2月            | 3月            | 4月            | 5月            | 6月            | 7月            | 8月            | 9月            | 10月           | 11月           | 12月           | 年             |
| ---------------------- | -------------- | -------------- | -------------- | -------------- | -------------- | -------------- | -------------- | -------------- | -------------- | -------------- | -------------- | -------------- | -------------- |
| 平均最高気温 °C （°F） | 12 (54)        | 13 (55)        | 14 (57)        | 18 (64)        | 21 (70)        | 25 (77)        | 28 (82)        | 28 (82)        | 25 (77)        | 22 (72)        | 16 (61)        | 13 (55)        | 19.6 (67.2)    |
| 平均最低気温 °C （°F） | 5 (41)         | 6 (43)         | 8 (46)         | 11 (52)        | 15 (59)        | 19 (66)        | 21 (70)        | 21 (70)        | 18 (64)        | 14 (57)        | 11 (52)        | 7 (45)         | 13 (55.4)      |
| 出典：MSN Weather      |                |                |                |                |                |                |                |                |                |                |                |                |                |

## 産業
海港を持つドゥラスは今も西欧とつながる重要な都市である。バーリといったイタリアの港湾都市とフェリー定期便が往復している。ドックヤードと同様、市は重要な造船所と産業を抱える。製革業、プラスチック製造、タバコ製造が知られる。近郊の町村ではワインと多種の食料が生産される。

## 観光
ドゥラス図書館、アレクサンデル・モイシウ劇場、エストラダ劇場、人形劇劇場、フィルハーモニック・オーケストラといった文化施設・団体を抱える。海岸通りの考古学博物館とその背後のビザンツ期の城壁（6世紀）、市庁舎そばの広大な円形劇場跡（1～2世紀）、歴史博物館もある。
市内の海水浴場は外国人観光客、国内の観光客からも人気を集めている。年間600,000人の観光客が訪れる。首都ティラナから多くのアルバニア人観光客がやってきて、ドゥラスの海水浴場で夏の休暇を過ごす。コソヴォから訪れるアルバニア人も多い。また、イタリアのバリやブリンディジからの定期フェリー便が就航している。 
近年ティラナとドゥラスをつなぐ現代的な高速道ができあがったため、ティラナから自動車で片道30分で来ることができるようになった。ティラナとは毎日10本の鉄道路線でつながっている。    
アルバニアの他所同様に、数多いコンクリート製掩蔽壕（ブンカー）が旧独裁政権時代にドゥラス周辺に据えられた。ブンカーは市内の砂浜沿い100メートルから150メートル間隔でみることができる。それらは、西側勢力とワルシャワ条約機構両方の軍からの攻撃から国を守る目的で据えられた。アルバニア国内では、今も概算で700,000個のブンカーがある。

## 姉妹都市
- イスタンブール（トルコ）

## 外部リンク

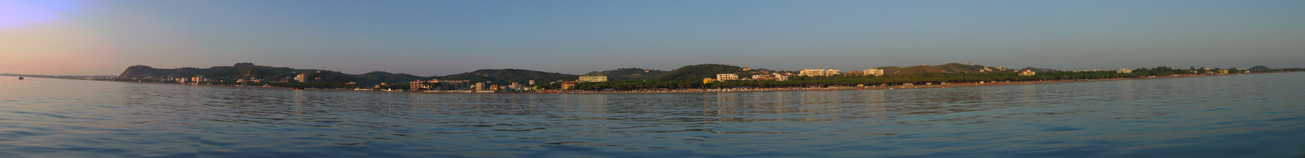
ドゥラス市街全景